# This Gift
"This Gift" é o único single do grupo 98 Degrees para o seu álbum de natal, This Christmas. Foi escrito por Anders Bagge, Arnthor Birgisson, Dane Deviller e Sean Hosein e lançado na época do Natal de 1999. O single alcançou a posição 40 na Billboard Hot 100 dos EUA e número 14 na parada Billboard Hot Adult Contemporary Tracks.

## Vídeo clipe
O vídeo mostra uma performance do grupo em um show na MTV estadunidense.

## Versões oficiais
| Single promocional |                           |         |  |
| N.º                | Título                    | Duração |  |
| 1.                 | "This Gift"               | 4:06    |  |
| 2.                 | "This Gift" (Pop Version) | 4:08    |  |

## Desempenho nas paradas
| Ano  | Paradas                        | Melhor posição |
| ---- | ------------------------------ | -------------- |
| 2000 | Canada top singles (RPM)       | 25             |
| 2000 | Billboard Hot 100              | 40             |
| 2000 | Top 40                         | 37             |
| 2000 | Adult Contemporary (Billboard) | 14             |
| 2000 | Mainstream Top 40 (Billboard)  | 20             |
| 2000 | Rhythmic Airplay (Billboard)   | 25             |